# Адхин, Асхвин
Майкл Асхвин Сатиандре Адхин (нидерл. Michael Ashwin Satyandre Adhin; род. 10 июня 1980, Парамарибо, Суринам) — суринамский преподаватель и политик, вице-президент Суринама с 2015 по 2020 годы. Является членом Национальной демократической партии Суринама. Адхин — самый молодой вице-президент в суринамской истории: он вступил в эту должность в возрасте 35 лет.
В июле 2013 года он стал министром образования при президенте Дези Баутерсе, сменив на этом посту Ширли Ситалдина. По результатам суринамских выборов 2015 года Адхин был избран депутатом Национальной ассамблеи Суринама от избирательного округа Парамарибо; вступил в должность вице-президента 12 августа 2015 года.

## Ранняя жизнь и карьера

### Образование
Асхвин Адхин окончил Суринамский университет имени Антона де Кома, по специальности — инженер, информационный технолог; также имеет специальность электротехника в Делфтском техническом университете в Нидерландах.
До начала своей политической карьеры работал преподавателем в университете Антона де Кома.

### Председатель Культурного союза Суринама
В мае 2011 года Адхин был назначен новым председателем Культурного союза Суринама. Адхин, принимавший активное участие в социально-культурных организациях за последние 13 лет, стал делать акцент на культуре, оценке исторического наследия страны. В июле 2013 года президент Баутерсе назначил его на пост министра образования и общественного развития.

## Министр образования и общественного развития
С 2013 по 2015 год Адхин занимал пост министра образования и общественного развития. он объявил о полной реструктуризации министерства для улучшения результатов в сфере образования в Суринаме.

## Вице-президент Суринама

### Внешняя политика

#### Отношения с Индией
9 января 2017 года вице-президент Суринама Асхвин Адхин встретился с премьер-министром Индии Нарендрой Моди в Бангалоре, где они обсудили пути укрепления экономического и технологического сотрудничества между двумя государствами. Адхин подчеркнул, что Суринам имеет большой потенциал в области сельского хозяйства, животноводства, производства пальмового масла, обработке древесины и в добыче золота, нефти и бокситов.